# Pátria de Constantinopla
O Pátria de Constantinopla (em grego: Πάτρια Κωνσταντινουπόλεως),[a] também conhecido pelo nome latino Scriptores originum Constantinopolitarum ("escritores das origens de Constantinopla) é uma coleção bizantina de trabalhos históricos sobre a história e monumentos da capital imperial bizantina de Constantinopla (moderna Istambul, Turquia). Embora no passado foi atribuído ao escritor do século XIV Jorge Codino, a coleção de fato é datada séculos antes, sendo provavelmente copilada pela primeira vez em c. 995 no reinado do imperador Basílio II Bulgaróctono (r. 976–1025) e então revisada e incrementada no reinado de Aleixo I Comneno (r. 1081–1118).
A coleção contêm:
- A parte do pátria pagã do século VI escrita por Hesíquio de Mileto sobre a história de Bizâncio desde sua fundação até quando Constantino, o Grande refundou-a como Constantinopla.[4]
- O Parastaseis syntomoi chronikai que se concentra principalmente nas esculturas antigas da cidade.
- Outro pátria datado de c. 995.[1]
- Uma história anônima sobre a construção de Santa Sofia, escrito entre o final do século VI e o final do século X, mas mais provavelmente em algum momento no século IX.[1]
- Um estudo topográfico dedicado à Aleixo I.[1]

De um ponto de vista arqueológico, o pátria é um registro de valor inestimável da história antiga de Bizâncio e os vários monumentos de Constantinopla. Contudo, seus registros devem ser examinados com cuidado, desde que eles frequentemente misturam fatos com ficção e lendas urbanas. De um ponto de vista político, o pátria é interessante devido a seu retrato dos imperadores, que são relativamente ausentes nos registros da cidade imperial, e são largamente confinados a um papel de "indicadores cronológicos".